# Malú
María Lucía Sánchez Benítez (Madri, 15 de Março de 1982), mais conhecida como Malú, é uma cantora espanhola.
Ela é sobrinha do cantor-compositor flamenco Paco de Lucía. Ela se tornou famosa em 1998 graças ao "Aprendiz", uma canção de Alejandro Sanz.

## Discografia
- Aprendiz (1998)
- Cambiarás (1999)
- Esta Vez (2001)
- Otra Piel (2003)
- Por Una Vez (2004)
- Malú (2005)
- Desafío (2006)
- Gracias (2007)
- Vive (2009)
- Guerra Fría (2010)
- Blanco Y Negro (2010)
- Intima Guerra Fría (2011)
- Ahora Tu (2011)
- A Prueba de Ti (2013)
- Deshazte de Mi (2014)
- Quiero (2015)
- Cenizas (2016)
- Invisible (2017)
- Caos (2017)

## Singles
- Aprendiz
- Donde quiera que estés
- Reflejo (Remix)
- Como una flor (Dance Remix)
- Lucharé
- Si tú me dejas…
- Cambiarás
- Duele
- Sin caminos
- Poema de mi corazón
- Y si fuera ella
- Sin ti todo anda mal
- Toda
- Ven a pervertirme
- Me quedó grande tu amor
- Siempre tú
- Como cada noche
- Devuélveme la vida (feat. Antonio Orozco)
- No me extraña nada
- Enamorada
- Inevitable
- Cómo un ángel
- Corazón partío (feat. Alejandro Sanz)
- Enamorada (feat. David de María)
- Malas tentaciones
- Por una vez
- Diles
- Te conozco desde siempre
- Sabes bien
- Si estoy loca
- No voy a cambiar
- A esto le llamas amor
- Nadie